# Liste der Erd- und Palisadenwerke der Bandkeramischen Kultur
Leute der Linearbandkeramischen Kultur bauten etwa 5500–4900 v. Chr. in Mitteleuropa die folgenden 58 Erdwerke und 15 Palisadenwerke.
Von diesen 73 Bauwerken befinden sich 63 in Deutschland und die übrigen in Österreich, Tschechien, der Slowakei und Ungarn.

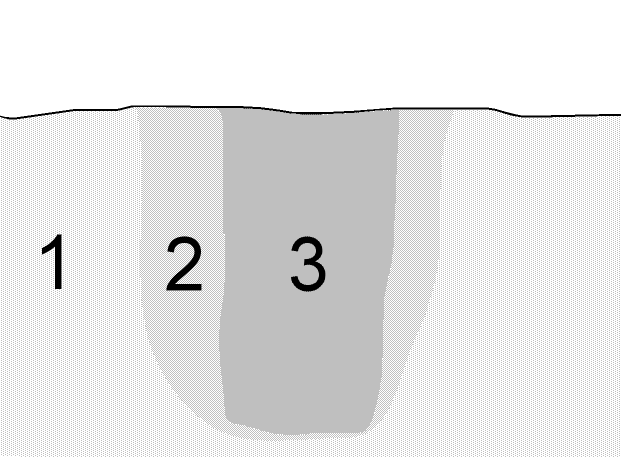
Querschnitt (Profil) durch ein Pfostenloch in einem Bodenhorizont nach einer archäologischen Ausgrabung (schematische Darstellung) 1. anstehende (geologische) Schichten, 2. Verfüllung der Pfostengrube, 3. dunkle Erdverfärbung durch den vermoderten Pfosten (Pfostenstandspur)

## Erdwerke

### Erdwerke in Deutschland
- Affstätt-Herrenberg
- Aldenhoven-Langweiler 3
- Aldenhoven-Langweiler 8
- Aldenhoven-Langweiler 9
- Bad Abbach-Lengfeld-Dantschermühlellegård
- Bad Sassendorf
- Bergheim-Glesch
- Bietigheim-Bissingen
- Borgentreich-Großeneder[1]
- Brackenheim-Hausen a. d. Zaber
- Eilsleben 1
- Eilsleben 2
- Einbeck-Sülbeck
- Eltville-Hattenheim
- Erkelenz-Kückhoven
- Eschweiler-Weisweiler 17
- Eschweiler-Weisweiler 36
- Grevenbroich-Frimmersdorf 1
- Grevenbroich-Frimmersdorf 16
- Heilbronn-Klingenberg
- Heilbronn-Neckargartach
- Herxheim
- Inden-Lamersdorf
- Jüchen-Hochneukirch
- Jülich-Bermen 1
- Kalefeld
- Kassel-Niedervellmar
- Klettgau-Grießen
- Köln-Lindenthal
- Köln-Müngersdorf
- Lautertal-Unterlauter
- Marbach am Neckar
- Münzenberg-Oberhörgern
- Oberpöring-Niederpöring
- Osterhofen-Langenamming
- Ötzing
- Plaidt
- Rauschenberg-Bracht
- Schöningen-Esbeck (Erdwerk von Esbeck)
- Schöppenstedt-Eitzum
- Schwaigern
- Stephansposching
- Straubing-Lerchenhaid
- Stuttgart-Mühlhausen
- Usingen[2]
- Vaihingen an der Enz
- Wallersdorf
- Wipfeld
- Würselen
- Würselen-Broichweiden

### Erdwerke in Österreich
- Großrußbach, Bezirk Korneuburg, Niederösterreich (Denkmallisteneintrag)

- Haid, Oberösterreich
- Leonding bei Linz, Bezirk Linz-Land, Oberösterreich
- Rosenburg im Kamptal, Bezirk Horn, Niederösterreich (Denkmallisteneintrag)
- Schletz, Bezirk Mistelbach, Niederösterreich

### Erdwerk in Tschechien
- Pulka

### Erdwerk in der Slowakei
- Vráble

### Erdwerk in Ungarn
- Tolna-Mözs

## Palisadenwerke

### Palisadenwerke in Deutschland
- Aldenhoven-Langweiler 2
- Altdorf
- Aspisheim
- Bernkastel-Kues
- Hilzingen
- Kirchheim-Großseelheim
- Köln-Linderthal P
- Münster-Sarmsheim
- Niederzier-Steinstraß
- Oberschneiding-Meindling
- Plaidt
- Straubing-Lerchenhaid
- Titz-Rödingen

### Palisadenwerke in Österreich
- Leonding bei Linz
- Mannswörth bei Wien